# Glen Brook (rzeka w hrabstwie Steuben)
Glen Brook – strumień w Stanach Zjednoczonych, w stanie Nowy Jork, w hrabstwie Steuben. Długość cieku nie została określona, natomiast powierzchnia zlewni wynosi 14 km². Strumień rozpoczyna swój bieg w lesie Urbana State Forest, a kończy wpływając do jeziora Keuka w miejscowości Hammodsport.